# Tatiana Navka
Tatiana Navka (russe : Татьяна Александровна Навка ; ukrainien : Тетяна Олександрівна Навка) est une patineuse russe, née le 13 avril 1975 à Dniepropetrovsk (à l’époque en république socialiste soviétique d'Ukraine).
Elle a été championne olympique de danse sur glace aux Jeux olympiques de 2006 à Turin.

## Biographie

### Carrière sportive
Son partenaire en danse sur glace est Roman Kostomarov, avec lequel, après plusieurs titres mondiaux et européens, elle gagne le 20 février 2006 la médaille d'or aux Jeux olympiques d'hiver de 2006.
Elle a patiné auparavant pour la Biélorussie, avec Samuel Gezalian puis avec Nikolaï Morozov. Alexandre Jouline est son entraîneur à partir de 2000.

### Reconversion
Surnommée la « plus belle patineuse » de Russie, elle est aussi l'une des ambassadrices des Jeux olympiques d'hiver de 2014, organisés à Sotchi, en Russie. Égérie du joaillier Chopard jusqu'en 2022 et habituée du Festival de Cannes, sa fortune personnelle est estimée en 2019 à 10 millions de dollars par The Guardian.
Influenceuse sur les réseaux sociaux, elle compte 1,3 million d'abonnés sur Instagram début 2022. Elle y partage des informations et des photographies de ses prestations sportives, de son école de patinage ou encore de sa famille. Dans le contexte de l'invasion de l'Ukraine par la Russie en 2022, alors que la justice russe interdit ce réseau social dans le pays, elle invite ses abonnés à la rejoindre sur Telegram et VKontakte.

### Vie privée
Tatiana Navka s'est mariée avec le patineur Alexandre Jouline, qui avait concouru en danse sur glace avec Maïa Oussova.
Elle divorce en 2010 puis se remarie à Sotchi le 1er août 2015 avec Dmitri Peskov, alors porte-parole du président russe Vladimir Poutine. Le voyage de noces se déroule avec les familles respectives des époux sur le Maltese Falcon, à l’époque le voilier le plus cher du monde,.

## Palmarès
Avec trois partenaires :
- Samuel Gezalian  puis  (4 saisons : 1991-1995)
- Nikolai Morozov  (2 saisons : 1996-1998)
- Roman Kostomarov  (8 saisons : 1998-2006)

| Compétition                 | 1992    | 1993    | 1994    | 1995    |  | 1996    | 1997    | 1998    |  | 1999    | 2000    | 2001    | 2002    | 2003    | 2004    | 2005    | 2006    |
| Jeux olympiques d'hiver     |         |         | 11e     |         |  |         |         | 16e     |  |         |         |         | 10e     |         |         |         | 1re     |
| Championnats du monde       |         | 9e      | 5e      | 7e      |  |         | 14e     | 10e     |  | 12e     |         | 12e     | 8e      | 4e      | 1re     | 1re     |         |
| Championnats d'Europe       |         | 9e      | 10e     | 4e      |  |         | 12e     | 10e     |  | 11e     |         | 9e      | 7e      | 3e      | 1re     | 1re     | 1re     |
| Championnats de Biélorussie |         |         |         |         |  |         | 1re     | 1re     |  |         |         |         |         |         |         |         |         |
| Championnats de Russie      |         |         |         |         |  |         |         |         |  | 3e      | F       | 2e      | 2e      | 1re     | 1re     | F       | 1re     |
|                             |         |         |         |         |  |         |         |         |  |         |         |         |         |         |         |         |         |
| Grand Prix ISU              | 1991/92 | 1992/93 | 1993/94 | 1994/95 |  | 1995/96 | 1996/97 | 1997/98 |  | 1998/99 | 1999/00 | 2000/01 | 2001/02 | 2002/03 | 2003/04 | 2004/05 | 2005/06 |
| Finale du Grand Prix        |         |         |         |         |  |         |         |         |  |         |         |         |         | 2e      | 1re     | 1re     | 1re     |
| Skate America               | 1re     |         |         |         |  |         |         |         |  |         |         |         | 4e      | 2e      |         |         |         |
| Skate Canada                |         |         | 2e      |         |  |         |         |         |  |         |         |         |         |         | 1re     |         |         |
| Coupe d'Allemagne           | 1re     |         |         |         |  |         |         | 4e      |  |         |         |         |         |         |         |         |         |
| Coupe de Chine              |         |         |         |         |  |         |         |         |  |         |         |         |         |         | 1re     |         | 1re     |
| Trophée de France           |         |         |         |         |  |         |         |         |  |         |         |         |         |         |         | 1re     |         |
| Coupe de Russie             |         |         |         |         |  |         | 6e      | 3e      |  | 3e      |         | 4e      | 4e      | 2e      | 1re     | 1re     | 1re     |
| Trophée NHK                 |         | 7e      |         |         |  |         |         |         |  | 5e      |         | 6e      |         |         |         | 2e      |         |
| Légende : F = Forfait       |         |         |         |         |  |         |         |         |  |         |         |         |         |         |         |         |         |